# Chaudeyrac

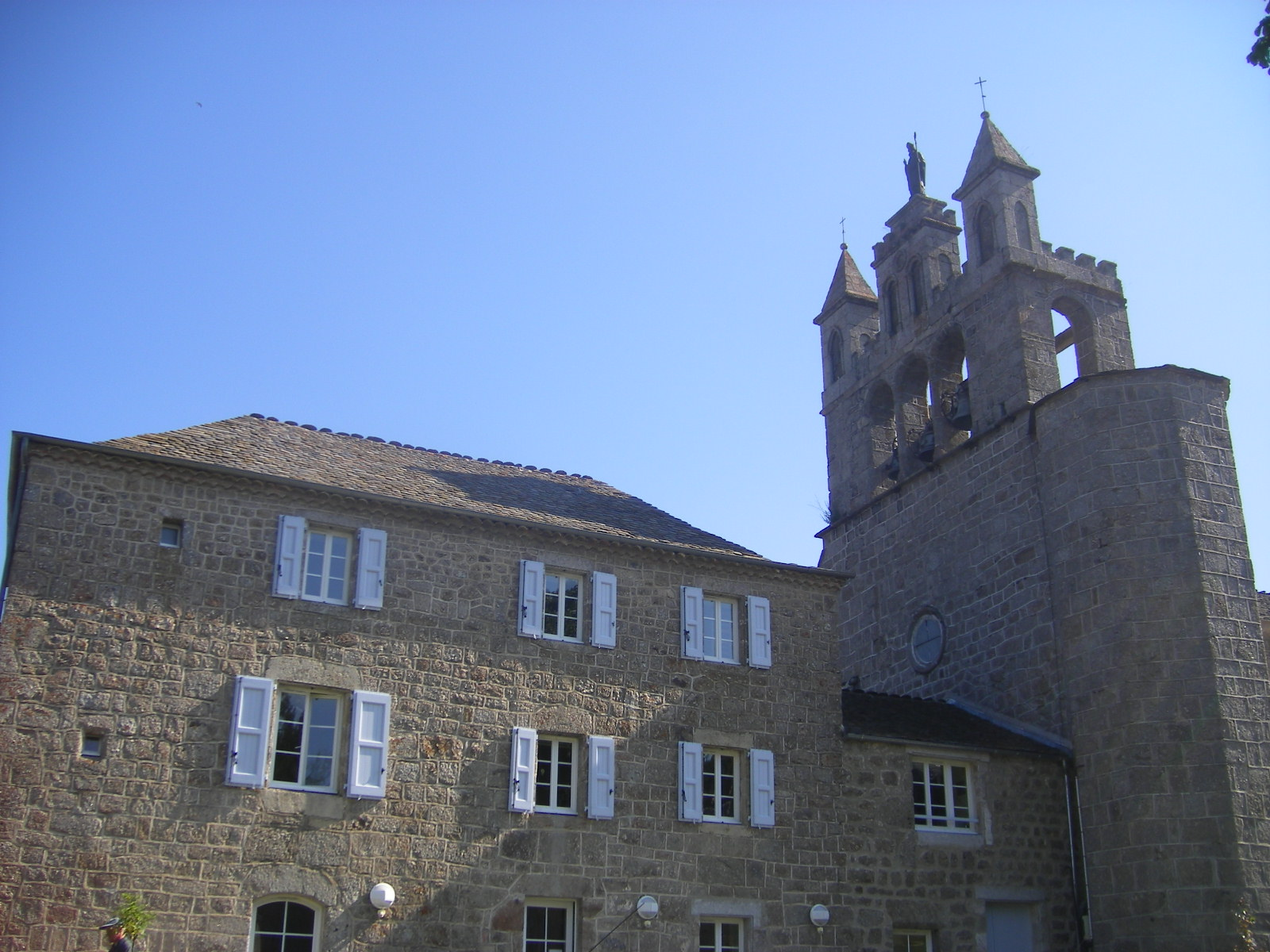
Kościół w Chaudeyrac (2007)

Chaudeyrac – miejscowość i gmina we Francji, w regionie Oksytania, w departamencie Lozère.
Według danych na rok 1990 gminę zamieszkiwało 235 osób, a gęstość zaludnienia wynosiła 5 osób/km² (wśród 1545 gmin Langwedocji-Roussillon Chaudeyrac plasuje się na 680. miejscu pod względem liczby ludności, natomiast pod względem powierzchni na miejscu 68.).

## Populacja

Populacja Chaudeyrac w latach 1962-2008